# مكاو قرمزي
المكاو القرمزي أو المقو القرمزي (الاسم العلمي: Ara macao) (بالإنجليزية: Scarlet Macaw)‏ ، ببغاء كبير ملون من نوع المكاو، يعود أصله إلى الغابات الرطبة دائمة الخضرة الواقعة على دائرة الاستواء الأمريكية، ويمتد موطنه من جنوب شرق المكسيك إلى كل من بيرو وبوليفيا والبرازيل، ويعيش في الأراضي المنخفضة وحتى ارتفاع ألف متر. ولقد عانى المكاو القرمزي من الانقراض المحلي في بعض المناطق، بسبب تدمير أماكن سكنه وأسره للتجارة، ولكنه على الرغم من ذلك بقي منتشرا وشائعا محليا، كما أنه الطائر الوطني لهندوراس.

## الوصف

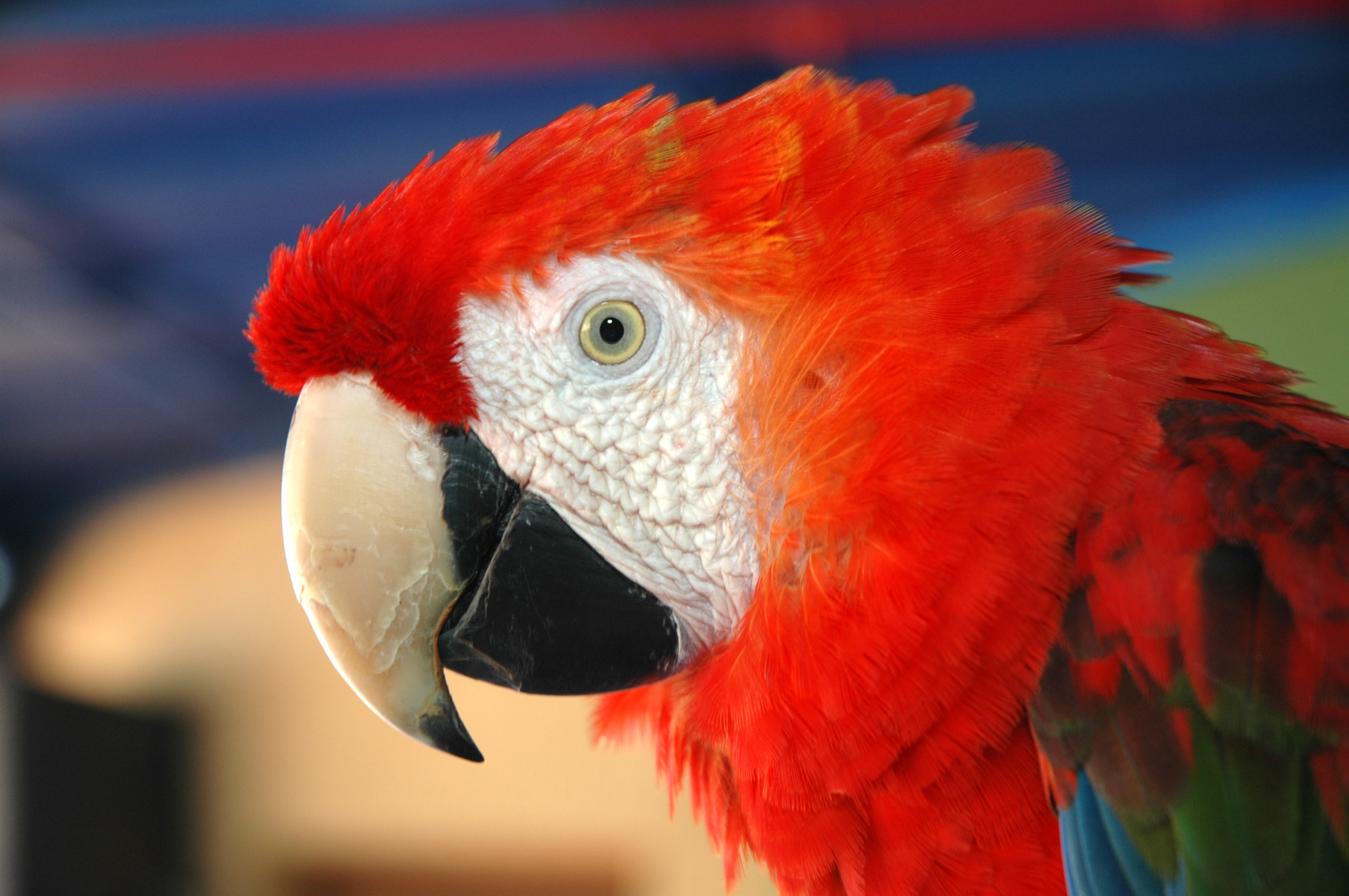
وجه المكاو القرمزي

طول المكاو القرمزي 81 سنتمترا تقريبا، وأكثر من نصف طوله يتركز في ذيله الطويل المستدق الشبيه بأذيال طيور المكاو الأخرى، أما كتلته فمعدلها كيلو غرام واحد تقريبا. معظم ريشه من اللون القرمزي الأحمر، أما ذيله وأسفل ظهره فلونهما أزرق فاتح، وأجنحته ملونة بالألوان الأصفر والأزرق الغامق والأحمر الغامق. يوجد حول عيني المكاو جلد أبيض غير مغطى بالريش يمتد إلى منقاره، وعلى هذا الجلد ريش صغير أبيض. القسم العلوي من منقاره فاتح اللون، أما القسم السفلي فلونه أسود. إن الشكل الرائع لهذا الطائر الجميل، بالإضافة إلى ذكائه يجعل كثيرا من الناس يقبلون على تربيته حيوانا أليفا في بيوتهم.
الاختلاف الوحيد بين أفراد المكاو القرمزي الكبيرة والصغيرة في العمر هو لون العيون، فطيور المكاو الصغيرة عيونها غامقة، أما الكبيرة فعيونها صفراء فاتحة، ومن الجدير بالذكر أن المكاو القرمزي يصدر أصواتا مرتفعة جدا وأحيانا منخفضة تصل إلى بعد أميال عدة للنداء على مجموعاتها.

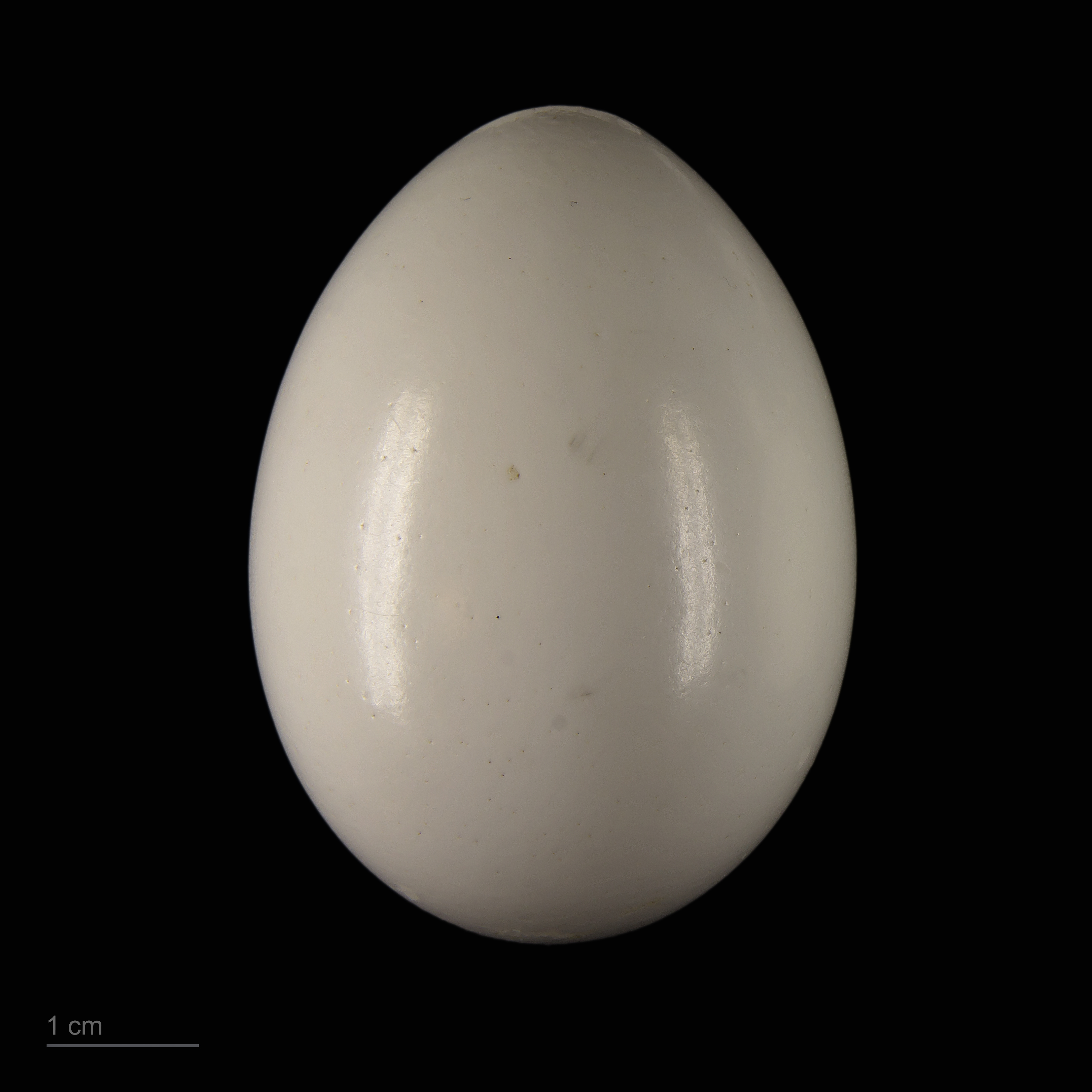
Ara macao

## السلوك
قد يعيش المكاو القرمزي في الأسر قرابة خمسين عاما، أما في البرية فإن متوسط أعمار هذه الطيور ثلاثون إلى أربعين عاما، وتكون هذه الطيور أحيانا عنيدة للغاية.

## التكاثر
يضع المكاو القرمزي بيضتين أو ثلاث بيضات بيضاء اللون في تجويف شجرة، وتحتضن الأنثى البيض لمدة خمسة أسابيع تقريبا، وينبت الريش على الصغار بعد تسعين يوما تقريبا من الخروج من البيض، ثم يغادر الصغار أهلهم بعد سنة تقريبا.

## الغذاء
يأكل المكاو القرمزي بشكل أساسي الفواكه والجوز والحبوب، بما فيها البذور الكبيرة والصلبة، وذلك بسبب منقاره القوي.